# Fahrstraßenzugschlussstelle

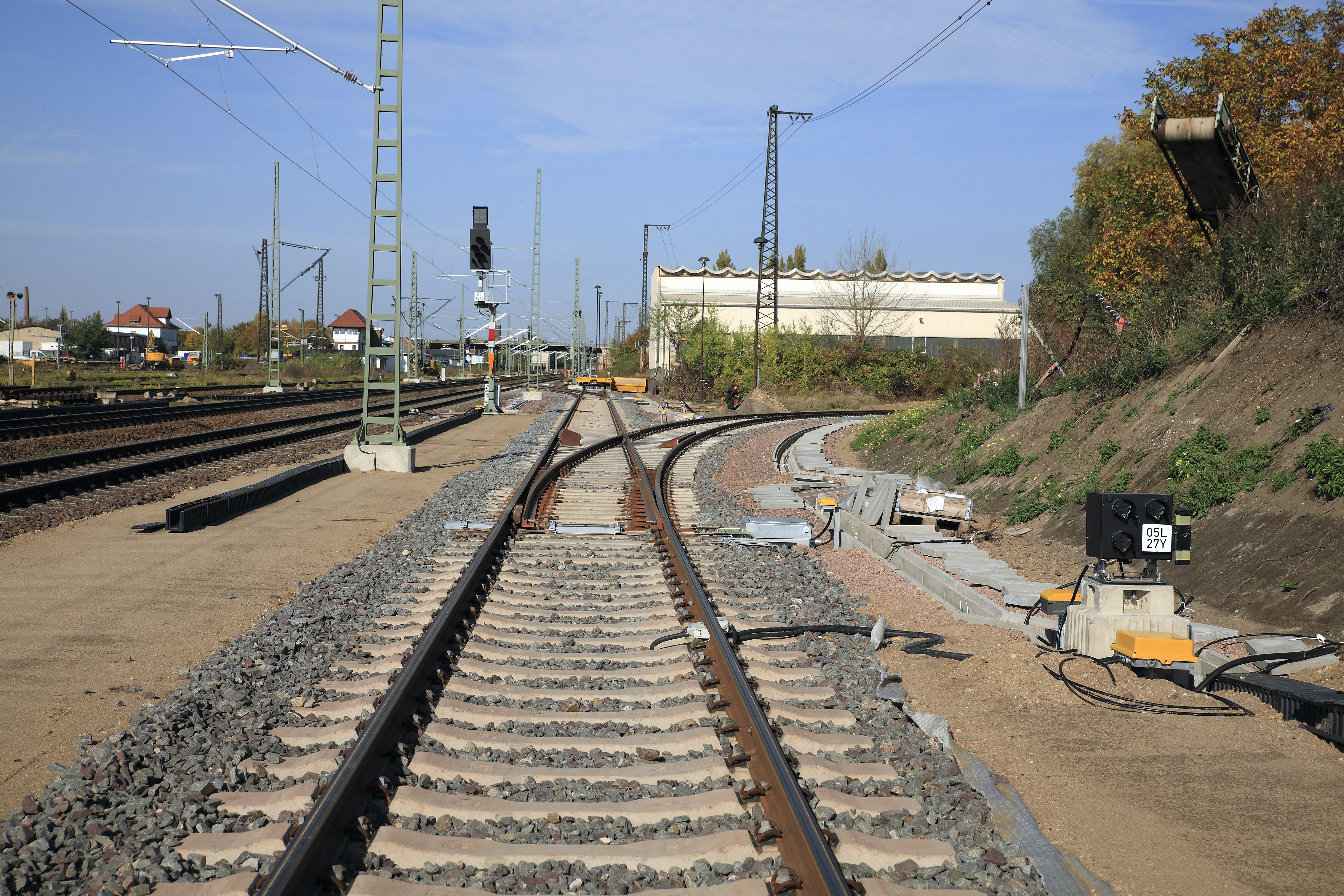
Teilfahrstraßenzugschlussstellen befinden sich häufig realisiert durch Achszähler an einzelnen Fahrwegelementen, wie an Weichen.

Eine Fahrstraßenzugschlussstelle (Abkürzung: Fazu) stellt denjenigen Punkt dar, ab dem eine Zugfahrstraße nach vollständiger Vorbeifahrt eines Zuges aufgelöst werden darf. Fahrstraßenzugschlussstellen befinden sich in aller Regel hinter dem letzten Fahrwegelement einer Zugfahrstraße.
In Stellwerken ohne Gleisfreimeldeanlagen sind Fahrstraßenzugschlussstellen im Betriebsstellenbuch für jede Zugfahrstraße örtlich bestimmt. Dennoch kann auch in Stellwerken ohne Gleisfreimeldeanlage die Auflösung von Fahrstraßen zugbewirkt erfolgen. In der Praxis geschieht dies dann mittels isolierter Schiene.
Da Fahrstraßenzugschlussstellen kapazitive Auswirkungen sowohl auf Knoten als auch Strecken haben, kommen zur Erhöhung der Leistungsfähigkeit in Relais- und elektronischen Stellwerken sogenannte Teilfahrstraßen zur Anwendung. Teilfahrstraßen werden mithilfe von Teilfahrstraßenzugschlussstellen realisiert, welche sich jeweils am Ende einer Teilzugfahrstraße befinden. Nach Räumung einer Teilzugfahrstraße wird diese durch das Freifahren der Teilfahrstraßenzugschlussstelle zugbewirkt aufgelöst. Die in der Teilfahrstraße inkludierten Fahrwegelemente stehen dann für nachfolgende Fahrten zur Verfügung.